# ローソン・P・ラメージ
「レッド」ローソン・パターソン・ラメージ（ "Red" Lawson Paterson Ramage, 1909年1月19日 - 1990年4月15日）は、アメリカ合衆国の海軍軍人。最終階級は海軍中将。名誉勲章受章者。
第二次世界大戦中に活躍したアメリカ潜水艦の艦長の一人であり、右目の視力が弱いというハンディを乗り越えてテ04船団やミ11船団などの撃滅の戦功をあげ、名誉勲章や海軍十字章を授けられた。

## 生涯

### 前半生
「レッド」こと、ローソン・パターソン・ラメージは1909年1月19日、マサチューセッツ州モンローブリッジに生まれる。ニックネームの「レッド」は、ラメージの髪の色が赤みがかかったものだったことによる。海軍兵学校（アナポリス）に進み、1931年に卒業。卒業年次から「アナポリス1931年組」と呼称されたこの世代からは、空母任務部隊を率いたジョン・S・マケイン・シニア大将（アナポリス1906年組）の息子で、「ガンネル」 (USS Gunnel, SS-253) 艦長などを経て海軍大将に昇進したジョン・S・マケイン・ジュニア、「フライアー」 (USS Flier, SS-250) 艦長を務めたジョン・D・クローリー、「トライトン」 (USS Flier, SS-250) 艦長を務めたチャールズ・C・カークパトリックなどがいる。しかし、ラメージはこのアナポリス時代に喧嘩が原因で右目の視力が低下してしまうハンディを背負った。
卒業後、ラメージは少尉に任官してさまざまな水上艦勤務を経験する。駆逐艦「ディカーソン」 (USS Dickerson, DD-157) および「ローレンス」 (USS Lawrence, DD-250) の機関長、重巡洋艦「ルイビル」 (USS Louisville, CA-28) の通信将校を歴任。その後、ラメージは潜水艦を志願するが、右目の状態がネックとなり身体検査は不合格となった。諦めきれないラメージであったが、偶然にも視力検査表を間近で見る機会ができた。ラメージは検査表を暗記し、「右目のための検査カードを、あたかも右目で見るふりをして実際には両目で見た」ラメージは検査に合格。1936年1月に中尉に昇進して潜水艦S-29  (USS S-29, SS-134) に配属された。以降、ラメージの戦歴の大半は潜水艦とともにあった。。
1938年、ラメージは高等課程受講のためにアナポリスに戻り、1939年9月から1941年2月までは駆逐艦「サンズ」 (USS Sands, DD-243) の副長を務めた。ラメージはハワイに移り、太平洋艦隊潜水部隊入りして通信と音響担当将校となった。この間の、1935年11月2日、ラメージはアメリカ沿岸警備隊長官ジェームズ・パイン中将の娘であるバーバラ・アリス・パインと結婚し、2男2女を授かった。

### 第二次世界大戦
1941年12月7日の真珠湾攻撃の日、ラメージは引き続いて真珠湾の太平洋艦隊潜水部隊につめていた。翌1942年、ラメージは「グレナディアー」 (USS Grenadier, SS-210) の航海士官となり、参戦後最初の戦闘任務に就く。「グレナディアー」での哨戒では貨客船「大洋丸」（日本郵船、14,457トン）を撃沈する戦果と、ソ連船「アンガルストロイ」（4,761トン）を誤認撃沈してしまうヘマがあった。「グレナディアー」は帰投中にミッドウェー海戦に参加し、帰投後は「目立った勇猛さと恐れを知らぬ行為」が評価され、シルバースターが授与された。
1942年6月、ラメージは「トラウト」 (USS Trout, SS-202) 艦長に就任。「トラウト」はラメージの指揮の下で4回の哨戒を行い、特設捕獲網艇「厚栄丸」（甘糖産業汽船、863トン）と特設運送船「弘玉丸」（玉井商船、1,911トン）を撃沈し、1942年9月28日には空母「大鷹」を撃破した。11月13日には第三次ソロモン海戦の戦場に向かう戦艦「霧島」に魚雷を命中させたものの、不発に終わった。1943年1月11日と2月7日にはミリ泊地に入り、1月11日に海軍徴傭船「極洋丸」（極洋捕鯨、17,549トン）を、2月7日には海軍徴傭船「日新丸」（大洋捕鯨、16,801トン）をそれぞれ撃破した。「トラウト」での哨戒のうち、5回目から7回目の哨戒が評価されて一度目の海軍十字章が授与された。さて、艦長ともなれば潜望鏡をのぞかなければならず、しかもラメージの右目の視力は弱い。ラメージは潜望鏡を扱うことについて次のように回想している。
「トラウト」艦長としての最後の哨戒となった8回目の哨戒では機雷敷設任務も行ったが、搭載していた15本の魚雷のうち14本は命中しなかったか、命中しても不発であった。帰投後、潜水部隊司令官ラルフ・W・クリスティ少将（アナポリス1915年組）は「「レッド」（ラメージ）の（「トラウト」での）最後の哨戒は多くの攻撃機会とともに多くの障害をも抱えていた。彼に咎はなく、休息と新鋭艦受領のためにアメリカに戻ることとなるだろう」とラメージをかばった。ラメージは後任艦長のアルバート・ホッブス・クラーク少佐（アナポリス1933年組）に後事を託して「トラウト」を退艦した。
1943年5月、ラメージは当時建造中のバラオ級潜水艦「パーチー」 (USS Parche, SS-384) 艦長として指名される。「パーチー」は1943年11月にポーツマス海軍造船所で竣工し、キタリーでの訓練のち真珠湾に回航され、「ティノサ」 (USS Tinosa, SS-283) 、「バング」 (USS Bang, SS-385) とウルフパックを構成して最初の哨戒に出撃する。この哨戒でのハイライトは、5月3日から4日にかけて海南島産の鉄鉱石を積んだ輸送船で構成されたテ04船団の撃滅であり、ラメージの「パーチー」は2隻の輸送船、「大翼丸」（大阪商船、5,244トン）と「昌龍丸」（大連汽船、6,475トン）を撃沈し、ウルフパック全体でも、この哨戒で7隻35,300トンの敵船を撃沈したと判定された。ラメージはテ04船団撃滅その他の戦功で、二度目の海軍十字章に代わる金星章が授けられた。
6月からの2回目の哨戒でも「ハンマーヘッド」 (USS Hammerhead, SS-364) と「スティールヘッド」 (USS Steelhead, SS-280) とともにウルフパックを構成してルソン海峡に張り付き、7月30日から31日にかけてミ11船団を攻撃してラメージの評判を決定づけた。ミ11船団への攻撃は「途方もない潜水艦の波状攻撃」とも称された。
ラメージは艦橋に陣取り、大胆にも浮上したままミ11船団の船列の間に割って入り、19本の魚雷を発射。日本船はこれに対して備砲で反撃し、体当たりをも試みた。炎上する日本船の合間を縫って冷静にシーマンシップを発揮し、魚雷と砲撃で礼を返す。ミ11船団への攻撃についてラメージはこのように話したが、このような至近距離で雷撃を繰り返すこと自体が前例がないものであった。
ラメージの「パーチー」は一連の攻撃でタンカー「光栄丸」（日東汽船、10,238トン）、特設運送船「萬光丸」（日本郵船、4,471トン）を単独で撃沈し、ほかに「スティールヘッド」と共同で輸送船「吉野丸」（日本郵船、8,990トン）を撃沈。ラメージはこの戦功により、生存した潜水艦艦長としては初めて名誉勲章を授けられた。このあと、9月から12月にかけて3回目の哨戒を行ったが戦果はなく、哨戒終了後に艦長職をウッドロー・W・マクローリー少佐（アナポリス1938年組）と交代して「パーチー」を去った。

### 戦後
第二次世界大戦終結後、ラメージは第2潜水群と第6潜水部隊の司令を務める。1953年から1954年の間は攻撃貨物輸送艦「ランキン」 (USS Rankin, AKA-103) 艦長を務めた。少将に昇進後の1956年7月、ラメージは海軍作戦部のスタッフとなったあと、第2巡洋艦部隊司令官の職に転じた。1963年には大西洋艦隊潜水部隊副司令官となるが、着任後まもない1963年4月10日、原子力潜水艦「スレッシャー」 (USS Thresher, SSN-593) が事故により沈没し、ラメージは事故処理の指揮を執った。この1963年に中将に昇進したラメージは、海軍作戦部で艦隊運用と準備担当の副部長となる。ベトナム戦争介入を挟む1964年から1966年の間は第1艦隊司令長官、1967年に海上輸送司令部司令官の職をそれぞれ歴任したのち、1969年に中将の階級で退役した。このうち、第1艦隊司令長官としての職務に対して海軍殊勲章が授与された。
ラメージは引退生活の末、1990年4月15日にメリーランド州ベセスダの自宅で癌のため81歳で亡くなり、アーリントン国立墓地に埋葬されている。
1995年に就役したアーレイ・バーク級ミサイル駆逐艦の11番艦「ラメージ」 (USS Ramage, DDG-61) は、ラメージを記念して命名された。また、バージニア州ノーフォークの潜水艦研修施設は「ラメージ・ホール」と名付けられ、コネチカット州グロトンのニューロンドン潜水艦基地に2010年8月20日に落成した新司令部棟にもラメージの名が冠せられている。

## 記録と名誉勲章
|            | 出撃地         | 出撃日         | 日数 | 戦時中認定の戦果 隻数/トン数 | JANAC認定の戦果 隻数/トン数 | 哨戒区域             |
| ---------- | -------------- | -------------- | ---- | ---------------------------- | --------------------------- | -------------------- |
| トラウト-5 | 真珠湾         | 1942年8月27日  | 47   | 1 / 8,200                    | 1 / 900                     | トラック諸島         |
| トラウト-6 | ブリスベン     | 1942年10月26日 | 28   | 0 / 0                        | 0 / 0                       | ソロモン諸島         |
| トラウト-7 | フリーマントル | 1942年12月29日 | 58   | 2 / 10,800                   | 2 / 4,900                   | 南シナ海             |
| トラウト-8 | フリーマントル | 1943年3月22日  | 56   | 0 / 0                        | 0 / 0                       | 南シナ海（機雷敷設） |
| パーチー-1 | 真珠湾         | 1944年3月29日  | 56   | 3 / 23,900                   | 2 / 11,700                  | ルソン海峡           |
| パーチー-2 | ミッドウェー島 | 1944年6月17日  | 59   | 4 / 34,300                   | 2 ½ / 19,200                | ルソン海峡           |
| パーチー-3 | 真珠湾         | 1944年9月10日  | 77   | 0 / 0                        | 0 / 0                       | ルソン海峡           |

| 順位（隻数） | 哨戒回数 | 隻数/トン数 戦時中認定 | 隻数/トン数 JANAC |
| ------------ | -------- | ---------------------- | ----------------- |
| 52           | 7        | 10 / 77,600            | 7 ½ / 36,681      |

### 名誉勲章
1944年7月30日から31日にかけてのミ11船団への攻撃で、ラメージの「パーチー」は2隻を確実に撃沈して3隻に損傷を与えたと判定された。この戦功により、ラメージは1945年1月10日付でフランクリン・ルーズベルト大統領から名誉勲章を授与された。
プレゼンテーションに続き、ラメージはミ11船団との戦いに参加した「パーチー」乗組員のための証明書を作成した。なお、「パーチー」そのものに対しても殊勲部隊章が授けられている。